# 가미오노촌 (아키타현)
가미오노촌(上大野村)은 아키타현 기타아키타군에 있던 촌이다.

## 역사
- 1892년 4월 1일 오노촌의 분립에 의해 3개의 오아자의 구역으로 성립하였다.
- 1955년 3월 31일 - 시모오노촌, 오치아이촌,시모코아니촌과 합병해 아이카와정이 성립해, 동일 가미오노촌은 폐지되었다.

### 철도
- 일본국유철도 아니아이선 (현:아키타 내륙 종관 철도 아키타 내륙선)